# Konnsjön
Konnsjön är en sjö i Sundsvalls kommun i Medelpad och ingår i Ljungan-Gnarpsåns kustområde. Sjön har en area på 0,222 kvadratkilometer och ligger 14,2 meter över havet.

## Delavrinningsområde
Konnsjön ingår i det delavrinningsområde (689940-158658) som SMHI kallar för Rinner mot Yttre Björköfjärden. Medelhöjden är 41 meter över havet och ytan är 9,47 kvadratkilometer. Det finns inga avrinningsområden uppströms utan avrinningsområdet är högsta punkten. Avrinningsområdets utflöde mynnar i havet, utan att ha någon enskild mynningsplats. Avrinningsområdet består mestadels av skog (89 procent). Avrinningsområdet har 0,39 kvadratkilometer vattenytor vilket ger det en sjöprocent på 2,8 procent.